# Кула (Годиве)
Кула (на македонска литературна норма: Кула) е крепост, съществувала през Късната античност и Средновековието, разположена над охридското село Годиве, Северна Македония.

## Местоположение
Местността Кула лежи на 0,5 km западно от Годиве. Представлява 70 m висока тераса, издадена между две дълбоки бразди. Достъпна е лесно от запад, където чрез малко седло преминава в масива Славей планина. Има визуален достъп до пътя Охрид – Кичево и до долината на Сътеска на 3 km на изток и до планинския превал Пресек на 5 km на североизток.

## Античност
От Елинистическата епоха са открити парчета керамика и една фибула.
В Късната античност е изградена крепостна стена с хоросан, затваряща пространство от 1 ha – 230 х 50 m. По-високият западен дял е допълнително укрепен с вътрешен зид и превърнат в малък акропол, на чието чело има издадена кула. Основите на кулата от големи каменни блокове може би са от Елинистическо време. Открити са парчета ковано желязо (клинци, кламфи, инструменти, върхове на стрели и други). Стари рудници и следи от преработка на желязна руда са регистрирани на много места по планинските падини югозападно от Кула.

## Средновековие
От Средновековието са открити парчена български црепни, а между железните върхове за стрели има много за пробиване на брони, типични за Зрялото средновековие. С оживяването на рударството в Дебърца и борбите между Византия и Сърбия около този регион (1329/1330 година), старата крепост Кула е била повторно използвана, но тъй като няма следи от нови зидарски работи, най-вероятно само временно. Не е спомената в писмените извори от това време.